# ریکاردو باکلی
ریکاردو باکلی (ایتالیایی: Riccardo Bacchelli؛ ۱۹ آوریل ۱۸۹۱ – ۸ اکتبر ۱۹۸۵) یک نویسنده، و نمایش‌نامه‌نویس اهل ایتالیا بود. وی برنده جایزه ویارجو (۱۹۳۶) شده است. در سال ۱۹۲۷ او یکی از بنیانگذاران نقد و بررسی جایزه ادبی لاروندا و باگوتا بود. او هشت بار نامزد جایزه نوبل ادبیات شد.